# Borís Pilniak
Borís Pilniak (rus: Борис Андреевич Пильняк)  (Mojaisk, 29 de setembre de 1894 (Julià) - Camp d'afusellament Kommunarka, 21 d'abril de 1938)rus: Борис Пильняк, pseudònim de Borís Andréievitx Vogau (Wogau), rus: Борис Андреевич Вогау (11 d'octubre [C.J. 29 de setembre] de 1894, Mojaisk - 21 d'abril de 1938, Moscou) fou un escriptor rus.

## Biografia
Va néixer a Mojaisk, en la família d'un veterinari, Andrei Ivànovitx Vogau, que provenia dels colons alemanys de la regió del Volga. La mare, Olga Ivànovna Savínova, provenia de la família d'un comerciant de Saràtov. La primera esposa, Maria Alekséievna Sokolova, era metgessa de l'hospital de Kolomna; es divorciaren el 1924. La segona esposa fou Olga S. Sxerbinovskaia, actriu del Teatre Mali. La tercera esposa fou la princesa Kira Gueórguievna Andronikaixvili, actriu i directora de cinema. Borís es va interessar per primer cop per l'escriptura als nou anys. Entre les seves primeres influències es trobaven Andrei Beli, Aleksei Rémizov, i Ievgueni Zamiatin.
Pilniak va assolir la fama molt ràpidament als 25 anys a través de la seva novel·la L'any nu, rus: Голый год, un dels primers relats de ficció de la guerra civil russa. Va ser un gran partidari de l'antiurbanisme i crític de la societat mecanitzada, punts de vista que el van fer caure en desgràcia amb els crítics comunistes. El poeta Demian Bedni el va denunciar a Pravda el 16 d'octubre 1923 com a membre 'pudent' de «l'horda de companys de viatge despistats». El vell bolxevic Aleksandr Voronski, editor fundador de la revista Kràsnaia nov ("territori roig verge"), es va sentir ofès per la nota que va fer d'un personatge que la revolució russa "feia olor d'òrgans sexuals", però va reconèixer el talent de Pilniak i va publicar el seu següent treball Materials per a una novel·la, rus: Материалы к роману.
Pilniak va escriure a continuació un estrany relat titulat "El conte de la lluna sense extingir", rus: Повесть непогашенной луны, publicat a la revista literària Novi Mir ('Nou Món') el maig de 1926. A la història. un comandant de l'Exèrcit Roig rep l'ordre per part de "els tres que manen" de sotmetre's a una cirurgia, cosa que fa de mala gana. Mor a la taula d'operacions, tenint en compte que “els tres que manen” l'havien volgut mort. La història va causar un gran enrenou perquè l'octubre del 1925, Mikhaïl Frunze, que havia substituït Trotski al capdavant de l'Exèrcit Roig, havia mort després de ser assessorat pel Politburó, aleshores dominat pel triumvirat de Ióssif Stalin, Grigori Zinóviev i Lev Kàmenev, perquè se sotmetés a una operació. No hi ha proves que Stalin volgués que Frunze fos mort i Pilniak va intentar cobrir-se les espatlles contra l'acusació de calumniar el lideratge, tot afegint una nota al final de la seva història, datada el 28 de gener de 1926, on deia que amb prou feines coneixia Frunze i que el lector no havia de buscar “fets genuïns i persones vives” a la història. Tot i això, la història va generar un gran escàndol. Voronski va quedar commocionat i avergonyit que la història li fos dedicada i va declarar que "rebutjo aquesta dedicació amb fàstic". L'edició ofensiva de Novi Mir va ser prohibidai l'OGPU va visitar tots els subscriptors coneguts per confiscar-ne les còpies.Més tard se’ls va enviar una edició de substitució amb una història diferent en lloc de la de Pilniak. La revista, a més,va publicar una disculpa pública. Pliniak era a la Xina, en una gira per l'Extrem Orient, quan va esclatar la tempesta i podria haver desertat, però en lloc d'això es va afanyar a defensar-se. Tot i no mostrar cap entusiasme per la revolució bolxevic, coneixia diversos comunistes d'alt rang i va recórrer a la protecció del redactor en cap d'Izvéstia, Ivan Skvortsov-Stepànov, que el va presentar al president del Consell dels Comissaris del Poble Aleksei Ríkov. A petició de Ríkov, va escriure una carta de penediment. La carta fou publicada a Novi Mir el gener de 1927.

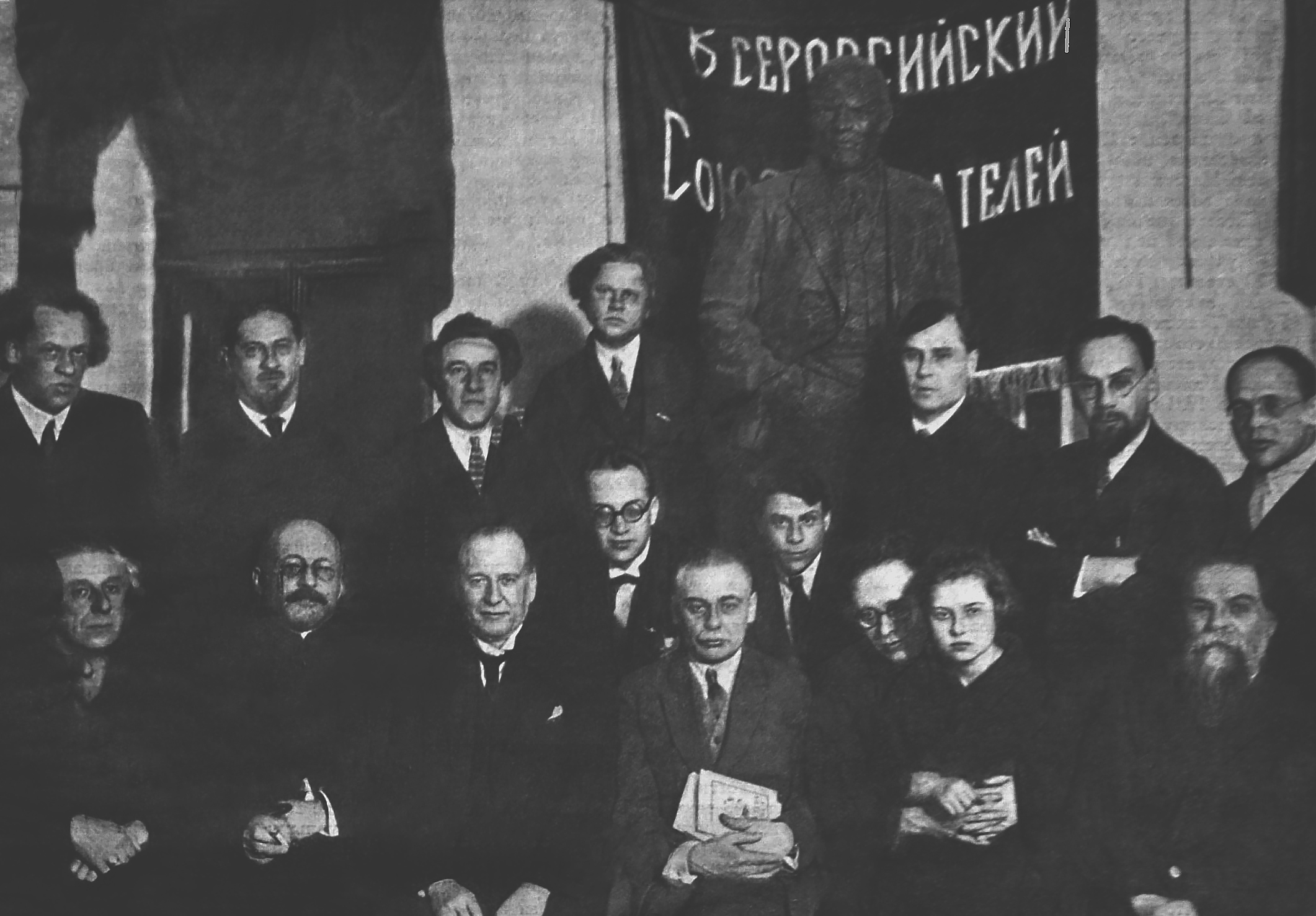
Asseguts, d'esquerra a dreta: Gueorgui Txulkov, Vikenti Veressàiev, Khristian Rakovski, Borís Pilniak, Aleksandr Voronski, Piotr Oreixin, Karl Ràdek i Pàvel Sakulin. Dempeus d'esquerra a dreta: Ivan Ievdokimov, Vassili Lvov-Rogatxevski, Viatxeslav Polonski, Fiódor Gladkov, Mikhaïl Geràssimov, Abram Ėfros i Issaak Bàbel.

En aquell moment, Pliniak era el segon escriptor rus viu més llegit a la Unió Soviètica i a l'estranger, només superat per Maksim Gorki. Per protegir els seus drets d'autor feu un arranjament, segons el qual totes les seves obres es publicarien simultàniament a Moscou i Berlín. La seva novel·la més coneguda, "Caoba", rus: Кра́сное де́рево Krásnoie dérevo (1927)va ser prohibida a Rússia, però, com la seva altra obra, es va publicar a Berlín. Això va donar a Leopold Averbakh, enemic de Pilniak i cap de l'Associació Russa d'Escriptors Proletaris, un pretext per llançar un atac que es va dur a terme a través de quatre edicions setmanals successives de la Gaseta literària, que controlava Averbakh, i que titulà com «Una xarxa hostil d'agents a les files dels escriptors soviètics» i «Boris Pilniak, corresponsal especial de la Guàrdia Blanca». El poeta Vladímir Maiakovski s'hi va afegir, tot al·legant que, "en el moment actual, de foscos núvols de tempestes, això és el mateix que la traïció al front" i Maksim Gorki va escriure a un dels secretaris del Partit Comunista, Andrei Andréiev, queixant-se de com "Pilniak ha estat perdonat per la seva història sobre la mort del camarada Frunze".
A diferència de Ievgueni Zamiatin, que va ser sotmès a un atac similar alhora i es va negar a demanar disculpes o desdir-se, Pilniak va capitular i va acceptar complir els requisits del règim. Va trobar un nou protector en Nikolai Iejov, el futur cap assassí de l'NKVD, que va actuar com a censor personal durant la composició de la seva propera novel·la, El Volga desemboca al mar Caspi, rus: Волга впадает в Каспийское море, que descrivia l'impuls de la industrialització forçada en un llenguatge brillant. Victor Serge va visitar Pilniak mentre aquest treball estava en marxa. "Pilniak li retorçaria la bocassa. 'M'ha donat una llista de 50 passatges per canviar de forma directa! Ah!' -exclamava- "si només pogués escriure lliurement!" En altres ocasions el trobava en plena depressió: "Acabaran llançant-me a la presó, no creus?" Li vaig donar ànims tot explicant-li que la seva fama a Europa i als Estats Units el protegien".A Artistes en uniforme, publicat el 1934, Max Eastman va escriure un capítol titulat "La humiliació de Borís Pilniak".
Després de debatre, se li va permetre reprendre el seu lloc a l'elit i viatjar a París, Nova York i Tòquio. Una altra de les seves obres conegudes és Okay! Una novel·la nord-americana, rus: О’кей! Американский роман (1931) un llibre de viatges de la seva visita el 1931 als Estats Units. Va utilitzar la visita al Japó per escriure Les arrels del sol japonès, rus: Корни японского Солнца. També se li va assignar una datxa privada en una finca reservada a escriptors privilegiats, on el seu veí era Borís Pasternak, un dels pocs que el van defensar el 1929. El 1936 va rebre la visita del novel·lista francès André Gide, que buscava una opinió honesta sobre la vida de la Unió Soviètica. Un informador de la policia va dir a l'NKVD que Pilniak i Pasternak van mantenir diverses reunions secretes amb André Gide i li van subministrar informació sobre la situació de l'URSS. No hi ha dubte que Gide va utilitzar aquesta informació en aquest llibre per atacar l'URSS".
Malgrat el seu debat públic, Pilniak va actuar amb valentia en secret. Quan va saber que Karl Ràdek, un membre destacat de l'oposició de l'esquerra, vivia amb problemes després d'haver estat exiliat a Tomsk, Pilniak li va enviar diners. També va mantenir correspondència amb l'excomunista català Andreu Nin,que havia trencat amb Stalin el 1927 i havia fundat el POUM (el partit al que George Orwell va donar suport durant la Guerra Civil Espanyola). Quan Victor Serge va ser arrestat a Moscou, Pilniak va instar Nin a generar pressió internacional per assegurar el seu alliberament. Aquesta correspondència es va descobrir quan l'NKVD va segrestar Nin a Barcelona. El 28 d'octubre de 1937, Pasternak es va limitar a felicitar Pilniak i la seva esposa georgiana, Kira Andronikaixvili, pel tercer aniversari del seu fill. Aquella nit, Pilniak va ser arrestat. Va ser acusat de complot per matar Stalin i Iejov i de ser un espia japonès (de fet, havia estat al Japó i va reflectir les seves impressions del viatge al llibre "Les arrels del 
sol japonès"). El 21 d'abril de 1938 fou jutjat, declarat culpable i afusellat el mateix dia. Un petit full de paper groc adjunt al seu arxiu deia: "Sentència duta a terme". Va ser executat d'un tret al clatell.
Va començar a ser rehabilitat i apreciat de nou a l'URSS a finals dels anys seixanta i setanta.

## Traduccions al català
- El Volga desemboca al mar Caspi. Traducció i notes d'Andreu Nin. Edicions 62, Barcelona, 1986. Col·lecció Les millors obres de la literatura universal / Segle XX ; volum 5. ISBN 8429724494 ISBN 9788429724493 (primera edició: Edicions Proa, Els d'ara, 1931)